# Сюзьва (верхний приток Камы)
Сюзьва, в верхнем течении Чёрная Сюзьва — река в России, протекает в Пермском крае и Кировской области. Устье реки находится в 1519 км по правому берегу реки Камы. Длина реки — 65 км, площадь водосборного бассейна — 623 км².
Исток реки на Верхнекамской возвышенности в лесном массиве в 8 км к западу от посёлка Галечник (Юрлинское сельское поселение) неподалёку от границы с Кировской областью. Верхнее течение реки проходит по Юрлинскому району Пермского края, здесь на реке стоит посёлок Сюзьва, в нижнем течении река течёт в Афанасьевском районе Кировской области. Генеральное направление течения — юго-запад, русло сильно извилистое. Впадает в Каму у деревень Новый Посёлок и Паржата (Борское сельское поселение). Ширина реки у устья — 30 метров.

## Притоки
(км от устья)
- 21 км: река Шамья (лв)
- 45 км: река Белая Сюзьва (лв)
- 58 км: река Андреевка (лв)

## Данные водного реестра
По данным государственного водного реестра России относится к Камскому бассейновому округу, водохозяйственный участок реки — Кама от истока до водомерного поста у села Бондюг, речной подбассейн реки — бассейны притоков Камы до впадения Белой. Речной бассейн реки — Кама.
Код объекта в государственном водном реестре — 10010100112111100000580.